# Tachina atra
Tachina atra là một loài ruồi trong họ Tachinidae.